# Piratuba
Piratuba är en kommun i Brasilien.   Den ligger i delstaten Santa Catarina, i den södra delen av landet, 1 400 km söder om huvudstaden Brasília. Antalet invånare är 4 786.
Trakten runt Piratuba består huvudsakligen av våtmarker. Runt Piratuba är det glesbefolkat, med 16 invånare per kvadratkilometer.